# Баранюк Александр Дмитриевич
Александр Дмитриевич Баранюк (род. 16 сентября 1949, с. Новая Челаковка Молдавской ССР) — советский и российский военный и общественный деятель. Ветеран боевых действий. Ветеран военной службы. Гвардии полковник Воздушно-десантных войск ВС РФ. Депутат IV и V созывов Муниципального Совета муниципального образования МО Юго-Запад (2009-2019). Председатель совета ветеранов Управления боевой подготовки штаба Ленинградского военного округа (   ). Президент Благотворительного фонда социальной поддержки военнослужащих, сотрудников, ветеранов и инвалидов ВДВ «Никто, Кроме Нас». Первый Заместитель Председателя СПб РО ООО «Российский Союз ветеранов». Почетный житель муниципального образования Юго-Запад.

## Биография
Родился 16 сентября 1949 года в селе Новая Челаковка Молдавской ССР.
В 1973 году окончил Рязанское гвардейское высшее воздушно-десантное командное училище. После окончания училища начал прохождение службы в должности командира парашютно-десантного взвода, затем роты спецназа и впоследствии начальника Управления боевой подготовки Ленинградского военного округа. В 1986 году окончил Военную академию имени М. В. Фрунзе. 
С 2012 года председатель Комиссии по социальной политике, защите семьи и детства, ветеранов, пенсионеров, инвалидов, участников специальных операций, незащищенных слоев населения Межрегиональной общественной организации развития гражданского общества и противодействия коррупции и экстремизму "Общественный контроль".
Депутат муниципального образования МО "Юго-Запад" четвертого (2009-2014) и пятого созывов (2014-2019), член постоянной комиссии муниципального Совета по правопорядку, безопасности, профилактике терроризма и экстремизма, член постоянной комиссии муниципального Совета по потребительскому рынку и транспорту.
В 2016 году баллотировался в депутаты Государственной Думы Федерального Собрания Российской Федерации седьмого созыва, по одномандатному избирательному округу № 212.
С 2020 года почетный председатель Межрегиональной общественной организации по культурному просвещению, поддержке творчества и спорта и оказанию правовой помощи населению "Здоровая Страна".
Активно содействует развитию кадетского движения. Является партнёром проекта «Кадеты Победы».

## Награды и почетные звания
- Орден «За военные заслуги»
- Медаль «За отвагу»
- Медаль «За боевые заслуги»
- Медаль «За безупречную службу в Вооруженных силах СССР» I степени
- Медаль «За безупречную службу в Вооруженных силах СССР» II степени
- Медаль «За безупречную службу в Вооруженных силах СССР» III степени
- Медаль Ветеран Вооружённых сил Российской Федерации
- Медаль «300 лет Санкт-Петербургу»
- Медаль «60 лет Вооруженным силам СССР»
- Медаль «70 лет Вооруженным силам СССР»
- Орден «100 лет военной разведке»
- Медаль «За заслуги в борьбе с международным терроризмом»
- Медаль 80 лет ВДВ «Никто, кроме нас»
- Медаль «95 лет ВДВ»
- Почетный знак «За безупречную службу в ВДВ»
- Почетный житель МО Юго-Запад (2024)
- Почетный диплом Гуманитарного фонда «Личности Петербурга» (2023 г.)
- Кандидат в мастера спорта по офицерскому многоборью

Приказы (благодарности) Верховного Главнокомандующего, в которых отмечен А. Д. Баранюк

## Членство
- Почетный член «Русско-Молдавского центра дружбы и сотрудничества»
- Член Русского географического общества
- Член попечительского совета Межрегиональной общественной организации по культурному просвещению, поддержке творчества и спорта и оказанию правовой помощи населению "Здоровая Страна"

## Увлечения
Увлекается военной историей, прыгает с парашютом, лично управляет спортивными самолетами и совершает на них любительские полёты; занимается самбо и дзюдо, заядлый футболист и хоккеист. Многократный победитель и призёр Всероссийских и региональных соревнований по самбо и дзюдо среди ветеранов. Кандидат в мастера спорта по офицерскому многоборью. В 2024 году при официальной поддержке Комитета по физической культуре и спорту Санкт-Петербурга состоялось несколько фотовыставок «Неизвестные герои спорта», посвященные А.Д. Баранюку и другим героям спорта.

Товарищеский матч по хоккею посвященный 75-й годовщине Победы в ВОВ, 2020 год